# 劳马古城
劳马古城（芬蘭語：Vanha Rauma）是芬兰劳马市的由木头房子组成的老城区。劳马古城在1991年被联合国教科文组织列入世界文化遗产名录。

## 概况
劳马古城的面积为0.29平方公里，古城内有六百多橦建筑（包括正规的房子和如棚舍等的小型建筑），大约有800名居民。劳马城镇仅在19世纪初期才从古城区域往外扩展。由于在1640年和1682年两场大火烧毁了城市，现存的最古老的建筑追溯至18世纪。大多数的建筑是由私人拥有和居住，而沿着两条主街和广场周围的房子则主要用于商业用途。
值得拜访的地方包括“基尔斯蒂”（Kirsti）房子和“玛蕾拉”（Marela）房子，前者为18至19世纪水手的房子，后者为始建于18世纪、外观重建于19世纪的船主的房子。两幢房子现在均为博物馆。其它的景点包括古城里少有的石头建筑：建于15世纪并带有中世纪画像的方济各会修道院教堂——圣十字教堂，以及建于1776年的劳马老市政厅。

### 入選世界遺產
1991年，联合国教科文组织決定劳马古城將其收入世界遺產名錄，編號第582號，認為其滿足以下兩個獲選條件：
1. 劳马古城是北歐最大、保存最完好的城市規劃範例之一。 （文化遺產標準四）；
2. 劳马古城是以木材建造的北歐小鎮的特殊例子，見證了北歐傳統住宅的歷史。 （文化遺產標準五）；

## 图集

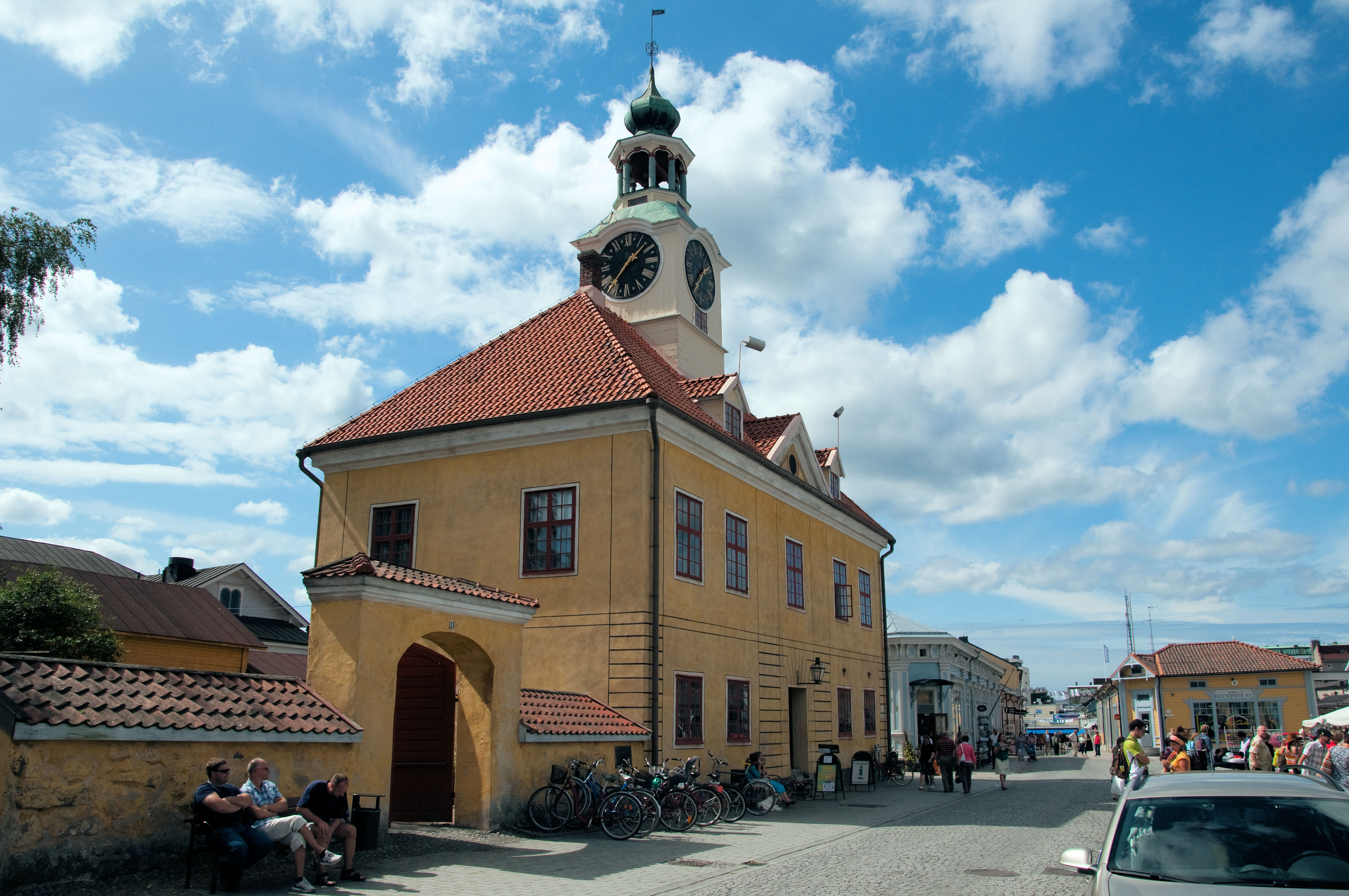
劳马老市政厅
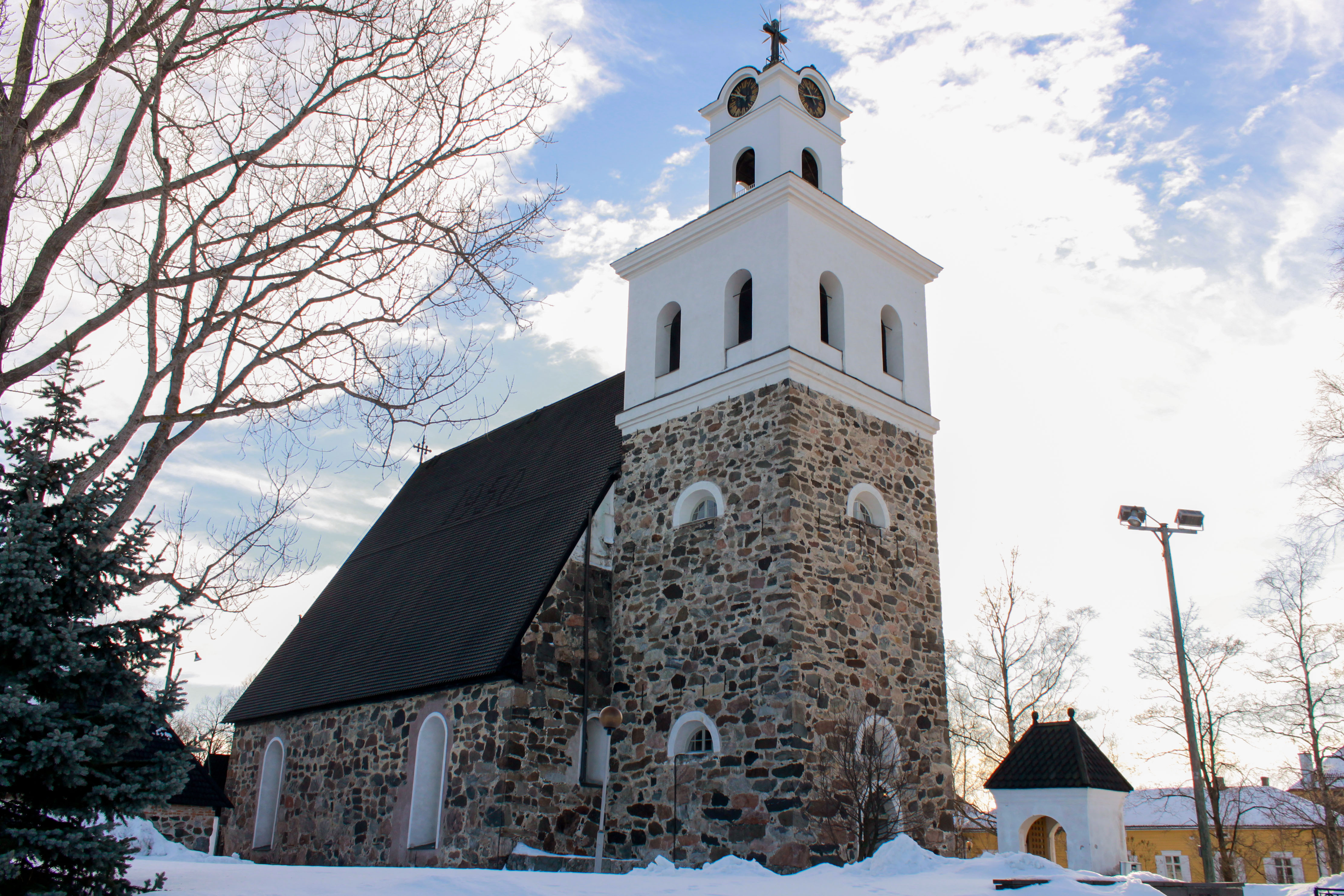
圣十字教堂
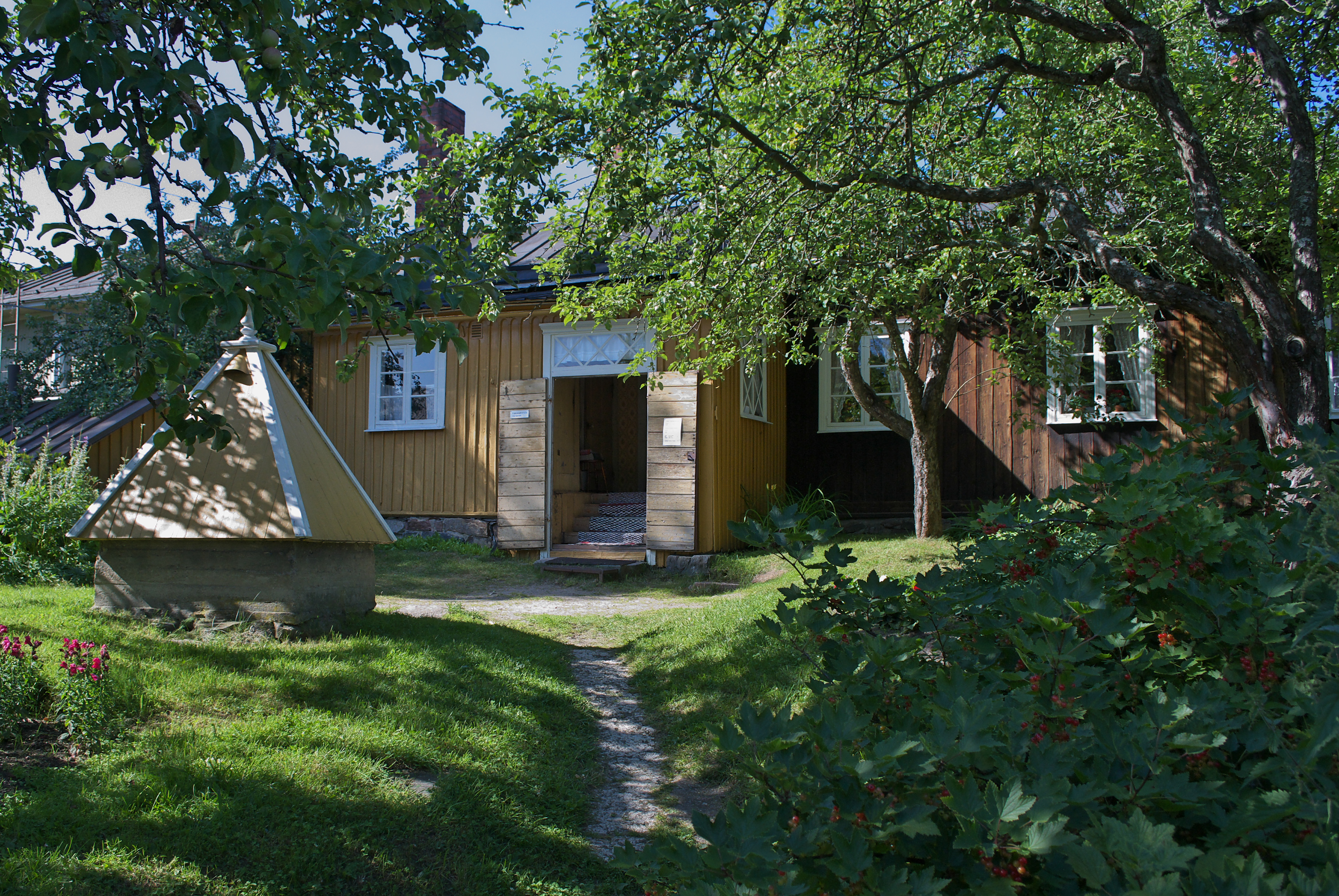
“基尔斯蒂”（Kirsti）房子

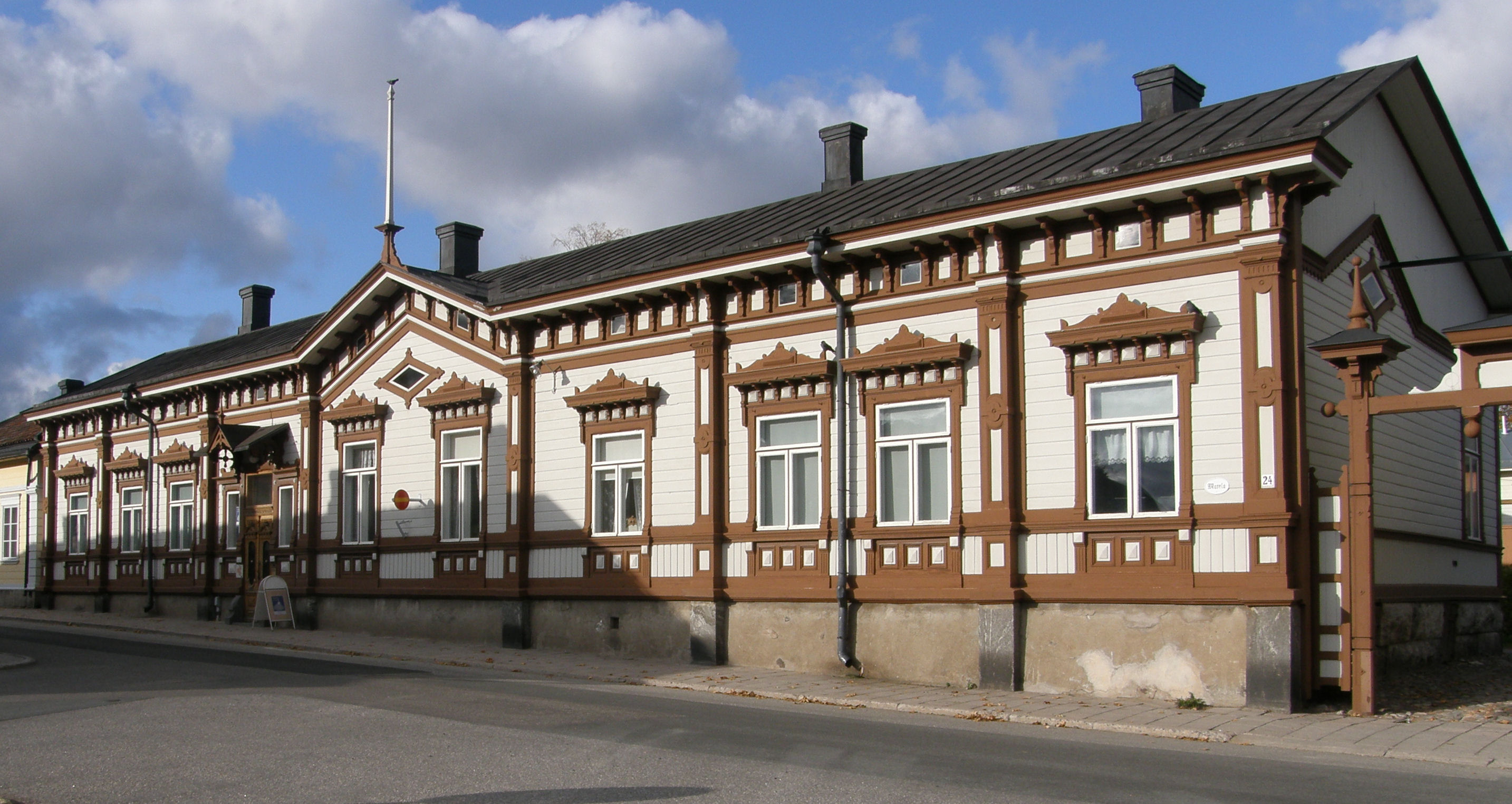
“玛蕾拉”（Marela）房子
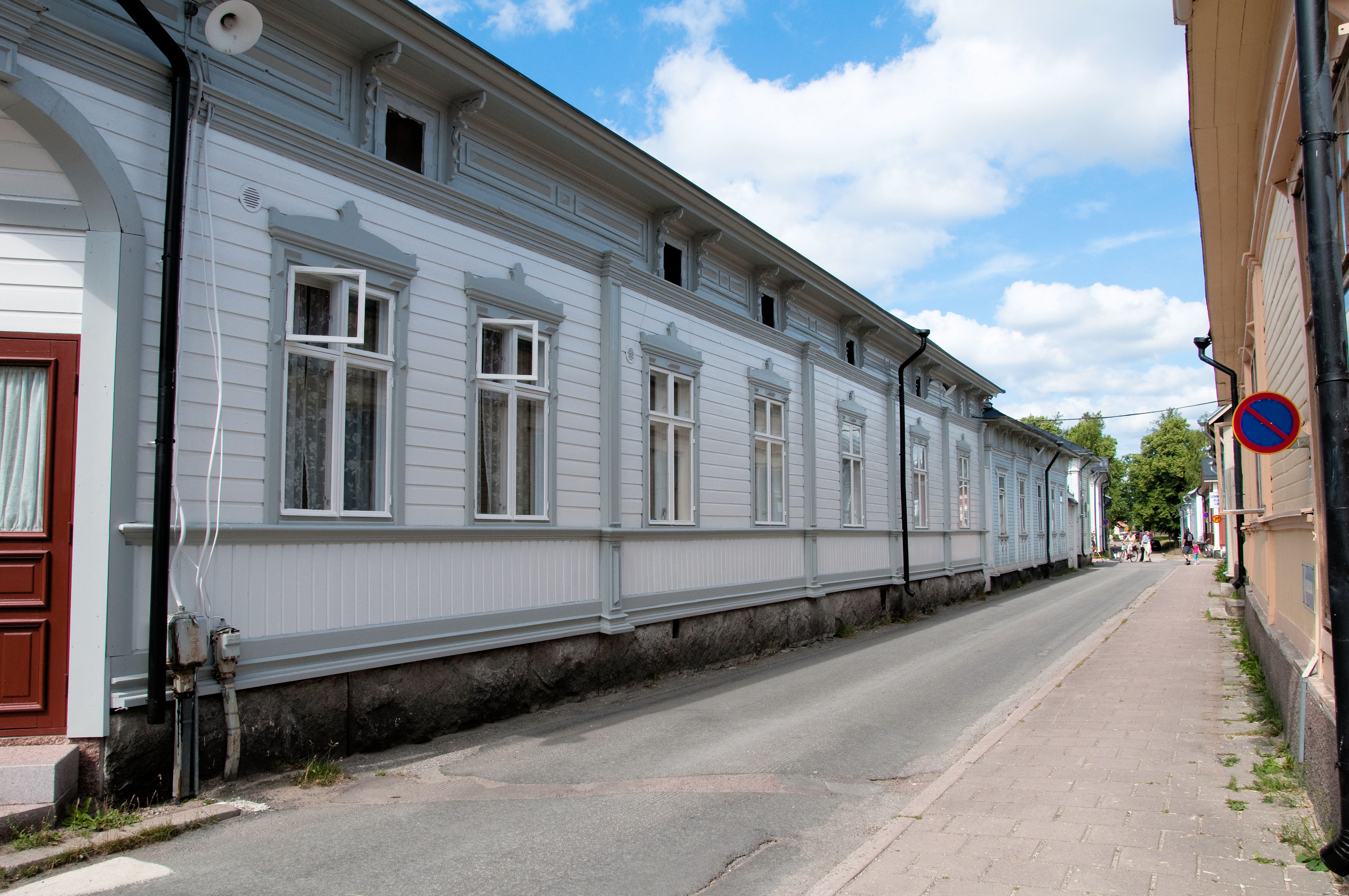
古城内的街景
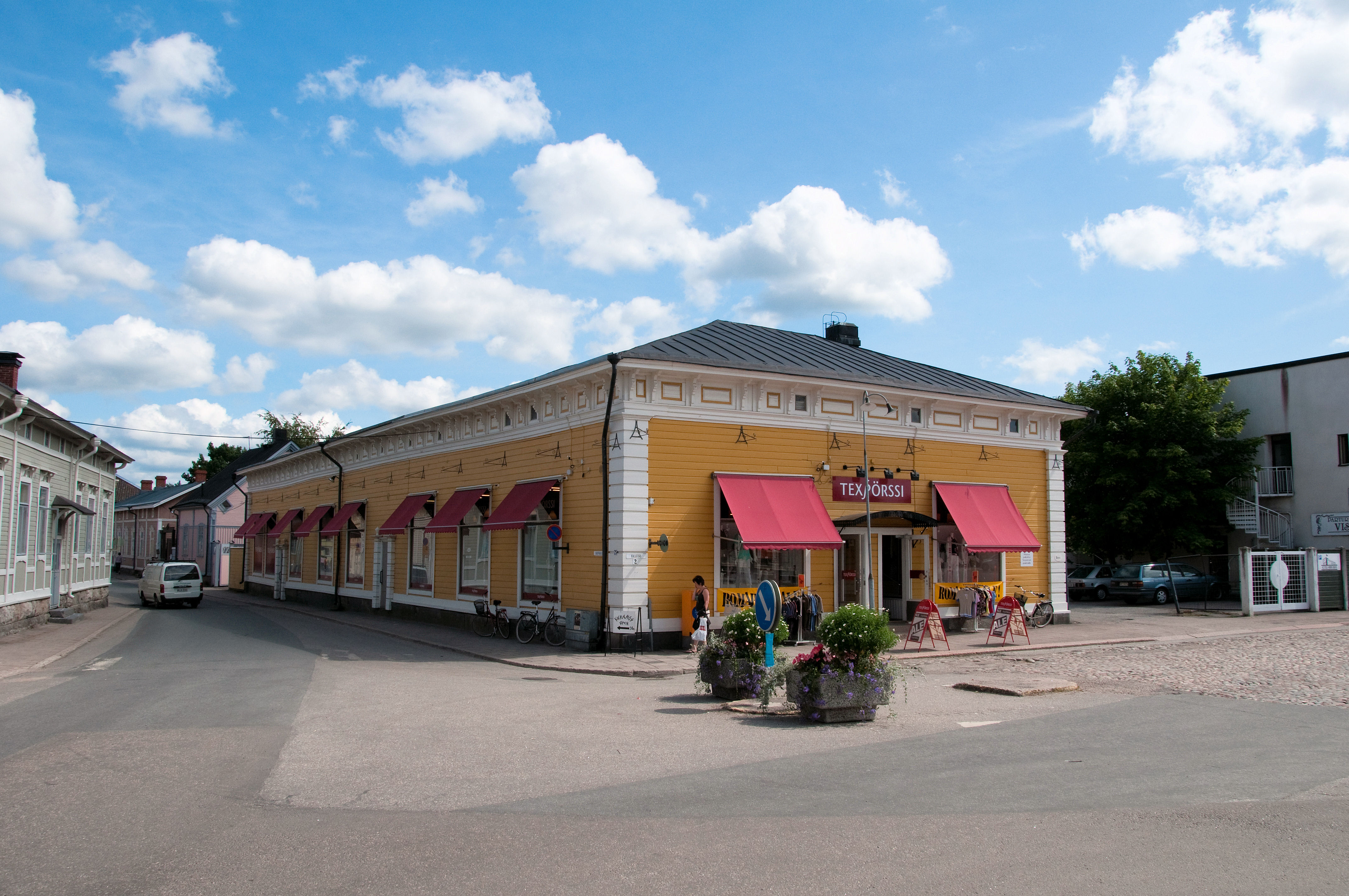
古城内的街景